# Israir
Israir é uma empresa aérea israelense com destinos internacionais e nacionais. A empresa foi fundada em 1996.

## Frota

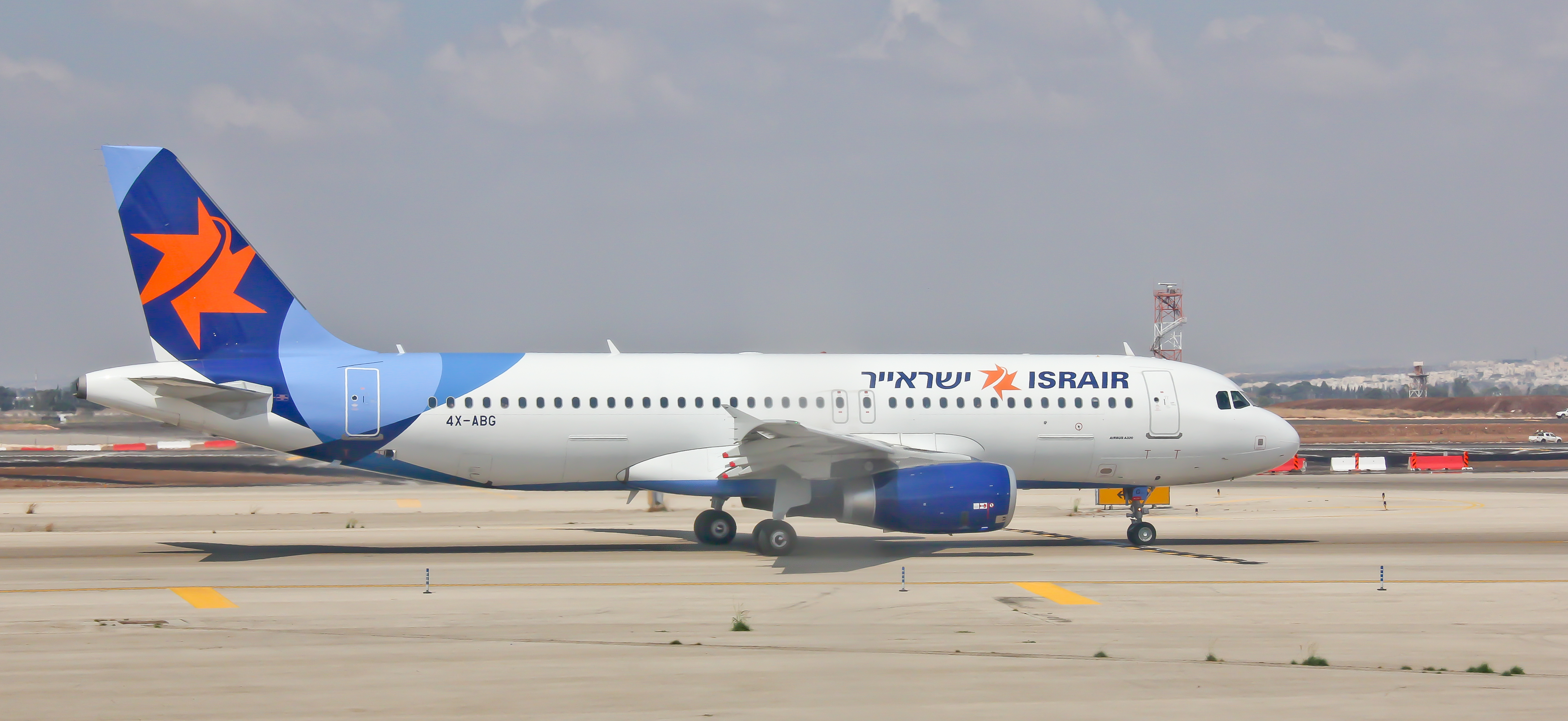
Israir, Airbus A320T, Tel Aviv Ben Gurion

- Airbus A320: 6
- ATR 72: 5